# Монгюйон
Монгюйо́н (фр. Montguyon) — коммуна во Франции, находится в регионе Пуату — Шаранта. Департамент коммуны — Приморская Шаранта. Входит в состав кантона Монгюйон. Округ коммуны — Жонзак.
Код INSEE коммуны — 17241.

## Население
Население коммуны на 2010 год составляло 1460 человек.
| 1962 | 1968 | 1975 | 1982 | 1990 | 1999 | 2010 | 2015 |
| ---- | ---- | ---- | ---- | ---- | ---- | ---- | ---- |
| 1737 | 1841 | 1648 | 1662 | 1647 | 1461 | 1460 | 1593 |